# Itschew-Nunatak
Der Itschew-Nunatak (bulgarisch Ичев нунатак Itschew nunatak) ist ein felsiger und 1800 m hoher Nunatak im westantarktischen Ellsworthland. Er ragt 4,83 km nördlich des Mount Klayn, 12,88 km südöstlich des Ereta Peak und 15,42 km westlich des Mount Slaughter am Nordwestrand des Nimitz-Gletschers auf. Seine steilen Nord- und Südwesthänge sind teilweise unvereist. Der obere Abschnitt des Nimitz-Gletscher liegt südöstlich von ihm.
US-amerikanische Wissenschaftler kartierten ihn 1961 und 1988. Die bulgarische Kommission für Antarktische Geographische Namen benannte ihn 2014 nach dem bulgarischen Geologen und Bauarbeiter Milan Itschew, der ab 2000 in mehreren Kampagnen auf der St.-Kliment-Ohridski-Station tätig war.